# ميشال فروتشي
ميشال فروتشي كان متسابق دراجات نارية سويسري. نافس في سباقات بطولة العالم لفئة 500 سي سي ولفئة 350 سي سي ولفئة 50 سي سي. توفي إثر حادث تعرض له أثناء السباق.

## روابط خارجية
- ميشال فروتشي على موقع MotoGP.com (الإنجليزية)